# Émigré
Émigré è un termine francese utilizzato per designare una persona emigrata dal suo Paese, sebbene abbia connotazioni specificatamente politiche e si riferisca ad un esilio volontario, non determinato da fattori strettamente economici.

## Ugonotti
Il termine venne impiegato la prima volta per definire i protestanti francesi (Ugonotti), costretti a lasciare la Francia a seguito della revoca dell'Editto di Nantes.

## Rivoluzione francese
Un'altra ondata di émigré si ebbe con la Rivoluzione francese, quando re Luigi XVI spinse numerosi membri della sua corte ad espatriare nel timore di ritorsioni da parte dei repubblicani. Il primo gruppo di émigré comprendeva Carlo, conte d'Artois, fratello minore del re, e la duchessa di Polignac, amica intima della regina. Contemporaneamente al tentativo non riuscito del re di emigrare (la fallita fuga a Varennes della famiglia reale) si ebbe l'espatrio dell'altro fratello di questi, Luigi, conte di Provenza. Altri famosi émigré furono la figlia superstite di Luigi XVI e Maria Antonietta, Maria Teresa Carlotta di Borbone-Francia (tramite scambio di prigionieri con l'Austria), la pittrice di corte Élisabeth Vigée Le Brun, lo scrittore François-René de Chateaubriand, la favorita di Luigi XV madame du Barry (che poi però rientrò e finì ghigliottinata), Luigi Filippo, duca d'Orléans, Luigi Giuseppe, principe di Condé (poi a capo dell'esercito degli émigré), suo figlio Luigi Enrico e suo nipote Luigi Antonio, duca d'Enghien.

## Manifesto
Marx ed Engels, enunciando le strategie da seguire nelle rivoluzioni future nel loro Manifesto, considerarono la possibilità di confiscare i beni degli émigré per impiegarli per finanziare la rivoluzione (una strategia attuata dai bolscevichi settant'anni dopo).

## Rivoluzione d'Ottobre
La Rivoluzione d'ottobre determinò la migrazione di oltre ventimila russi in Finlandia, in seguito spostatisi in buona parte in Francia, con Parigi come destinazione principale.